# ميلتون ريد
ميلتون ريد هو مصارع محترف وممثل هندي (وحمل سابقاً جنسية الراج البريطاني)، ولد في 29 أبريل 1917، وتوفي في 1987 ببنغالور في الهند.

## أعمال

### أفلام
- (1962) دكتور نو
- (1977) الجاسوس الذي أحبني[4]

## وصلات خارجية
- ميلتون ريد على موقع IMDb (الإنجليزية)
- ميلتون ريد على موقع ألو سيني (الفرنسية)
- ميلتون ريد على موقع أول موفي (الإنجليزية)
- ميلتون ريد على موقع قاعدة بيانات الأفلام السويدية (السويدية)
- ميلتون ريد على موقع قاعدة بيانات الفيلم (الإنجليزية)
- ميلتون ريد على موقع كينوبويسك (الروسية)